# Г̑
La Ge con circunflejo (Г̑ г̑; cursiva: Г̑ г̑) es una letra de la escritura cirílica.
Se utiliza en el idioma aleutiano, donde representa la fricativa uvular sonora /ʁ/. Es equivalente a la G con circunflejo latina (Ĝ ĝ Ĝ ĝ).